# Partido judicial de Cifuentes
El partido judicial de Cifuentes era uno de los nueve partidos judiciales en los que se dividió la provincia de Guadalajara (España) hasta 1965. Tenía como cabeza la localidad de Cifuentes y englobaba a municipios del centro de la Alcarria, que fueron incluidos en el partido judicial de Guadalajara tras la reestructuración de los partidos judiciales de 1965, excepto Huertahernando, Huertapelayo, Villanueva de Alcorón y Zaorejas, que fueron incluidos en el partido judicial de Molina de Aragón, y Hortezuela de Océn y Torrecuadrada de los Valles en el partido judicial de Sigüenza.

## Municipios
| - Abánades - Ablanque - Alaminos - Arbeteta - Armallones - Azañón - Baides - Canales del Ducado - Canredondo - Carrascosa de Tajo | - Cereceda - Cifuentes - Cogollor - Durón - Esplegares - Gárgoles de Abajo - Gárgoles de Arriba - Gualda - Henche - Hortezuela de Océn | - Huetos - Huertahernando - Las Inviernas - La Loma - Mantiel - Moranchel - Ocentejo - Oter - Padilla del Ducado - Picazo - La Puerta | - Rata - Riba de Saelices - Ribarredonda - Renales - Ruguilla - Sacecorbo - Saelices de la Sal - Santa María de Óvila - El Sotillo - Sotoca de Tajo | - Sotodosos - Torrecuadrada de los Valles - Torrecuadradilla - Trillo - Valdelagua - Val de San García - Valtablado - Viana de Mondéjar - Villanueva de Alcorón - Villarejo de Medina |